# Episodi di Dragons (ottava stagione)
L'ottava e ultima stagione della serie animata Dragons, la sesta sottotitolata Oltre i confini di Berk, è stata interamente pubblicata, negli Stati Uniti d'America, su Netflix il 16 febbraio 2018. 
In Italia la stagione è stata trasmessa in prima visione sul canale Boomerang, dal 14 al 26 gennaio 2019.
| nº | Titolo originale        | Titolo italiano                  | Pubblicazione USA | Prima TV Italia |
| -- | ----------------------- | -------------------------------- | ----------------- | --------------- |
| 1  | In Plain Sight          | Una terribile scoperta           | 16 febbraio 2018  | 14 gennaio 2019 |
| 2  | No Bark, All Bite       | Astuzia per astuzia              | 16 febbraio 2018  | 15 gennaio 2019 |
| 3  | Chain of Command        | La catena di comando             | 16 febbraio 2018  | 16 gennaio 2019 |
| 4  | Loyal Order of Ingerman | La vendetta dei Dramillion       | 16 febbraio 2018  | 17 gennaio 2019 |
| 5  | A Gruff Separation      | Il tesoro nascosto               | 16 febbraio 2018  | 18 gennaio 2019 |
| 6  | Mi Amore Wing           | Pericolo di nozze                | 16 febbraio 2018  | 19 gennaio 2019 |
| 7  | Ruff Transition         | Scelta di campo                  | 16 febbraio 2018  | 20 gennaio 2019 |
| 8  | Triple Cross            | Triplo incrocio                  | 16 febbraio 2018  | 21 gennaio 2019 |
| 9  | Family Matters          | Questioni di famiglia            | 16 febbraio 2018  | 22 gennaio 2019 |
| 10 | Darkest Night           | La notte più buia                | 16 febbraio 2018  | 23 gennaio 2019 |
| 11 | Guardians of Vanaheim   | Vanaheim sotto attacco           | 16 febbraio 2018  | 24 gennaio 2019 |
| 12 | King of Dragons: Part 1 | Il re dei draghi (prima parte)   | 16 febbraio 2018  | 25 gennaio 2019 |
| 13 | King of Dragons: Part 2 | Il re dei draghi (seconda parte) | 16 febbraio 2018  | 26 gennaio 2019 |